# Emma Marie Blanche Kantiono
 (avril 2025).
Si vous disposez d'ouvrages ou d'articles de référence ou si vous connaissez des sites web de qualité traitant du thème abordé ici, merci de compléter l'article en donnant les références utiles à sa vérifiabilité et en les liant à la section « Notes et références ».
 (novembre 2024).
Emma Marie Blanche Kantiono
Emma Marie Blanche Kantiono est une professionnelle des énergies renouvelables au Burkina Faso. Directrice générale d’une société des énergies renouvelable, elle est docteure en administration des affaires de l'université ASPM de Paris. Elle est également conseillère spéciale du président de la chambre des mines du Burkina.

## Biographie

### Enfances et études
Emma Kantiono,, naît à Ouagadougou. Dès l’école secondaire, elle s’intéresse à l'Administration et à la communication. À l’université, elle fait des études en gestion administration et parallèlement en communication d’affaire.

### Carrière
En 2007, elle commence sa carrière en tant que gestionnaire des ressources humaines et de l’administration de Goldbelt Resources Avocet Mining PLC (Avocet) et sa filiale Goldbelt Resources, qui possèdent la Société des Mines de Bélahouro SA (SMB), une société de production d’or, située dans le nord du Burkina Faso.
Elle occupe ce poste jusqu’en 2012, avant de rejoindre les ressources humaines de la société de production d’or West African Resources (ASX : WAF). Depuis 2018, elle est la directrice générale d'Essakane Solar SAS, une filiale de la multinationale française Total Eren, propriétaire d’une usine hybride de 15 MWc (solaire photovoltaïque + mazout) sur le site minier d’IAMGOLD Essakane.
Emma Kantiono est la conseillère spéciale du président de la chambre des mines du Burkina Faso. Elle est membre du comité scientifique de l’association des gestionnaires des ressources humaines du et présidente du Lions Clubs International, Ouagadougou Leader. Paneliste à la dernière édition de la CEDEAO Forum de l’énergie (ESEF) à Abuja, Nigeria, sur le sujet "Genre et accès à l’énergie", elle a aussi participé au panel de haut niveau au 1er week-end du droit minier à Conakry, en Guinée.

## Distinctions
- 2023 : Double distinction : RH sectorielles : BPT, Mines, Énergie et Infrastructure Super HR, Afrique de l’Ouest,
- 2023 : Trophée d’honneur et meilleure manager féminine dans le secteur de l‘Energy
- 2024 : Certificat de reconnaissance, leader féminin Trophée d’honneur aux Women Technicians Awards 2024[5]
- 2023 : Trophée d’honneur en tant que femme modèle au "Women Day » Edition 2023
- 2024 : 40 femmes les plus influentes du Burkina